# 倉持保男
倉持 保男（くらもち やすお、1934年11月16日 - 2018年8月23日）は、日本の日本語学者。

## 人物・来歴
東京生まれ。東京大学文学部国語国文学科卒、同大学院人文科学研究科修士課程修了。千葉大学助手、群馬大学助教授、慶應義塾大学教授、1996年大正大学教授を務め、2005年退職。日本語検定委員会理事、三省堂「新明解国語辞典」編集委員会代表としても活躍した。

## 著書
- 『方言小辞典 標準語で引く』東京堂出版 1988
- 『ことばの雑記控 六十の手習い八十の飯事』三省堂 2018

### 共編
- 『新・日本語講座 7 作家と文体』鈴木敬司共編 汐文社 1975
- 『必携慣用句辞典』阪田雪子共編 三省堂 1982
- 『慣用句の辞典』阪田雪子共編 三省堂 1991
- 『三省堂慣用句便覧』阪田雪子共編 三省堂 1998
- 『慣用句』(ことばの手帳) 阪田雪子共編 三省堂 1999
- 『新明解国語辞典 第6版』山田忠雄,柴田武, 酒井憲二,山田明雄共編 三省堂 2005
- 『日本語力を高める現代用字用法辞典』編. 東京書籍 2007
- 『新明解国語辞典 第7版』山田忠雄, 柴田武, 酒井憲二,山田明雄, 上野善道,井島正博, 笹原宏之共編 三省堂 2012
- 『新明解国語辞典 第8版』山田忠雄・上野善道・山田明雄・井島正博・笹原宏之 共編 三省堂 2020